# 海底探検家の一覧
海底探検家の一覧（かいていたんけんかのいちらん）は、以下を含む海洋探検に関してのアマチュアとプロの探検家のリストである。リストには考古学者 、トレジャーハンター 、 海洋生物学者 、 海洋地質学者 、 地球物理学者 、海洋工学者、 海洋学者 、水中デザイナー、潜水艇のパイロット、 洞窟ダイバー 、 洞窟探検 、そして洞穴学の専門および第一世代のダイビング安全士官をまとめた。 

## 考古学者とトレジャーハンター
海洋考古学者 （別名海洋考古学者 ）は、 海洋考古学 （別名海洋考古学 ）の分野に従事して、船舶、海岸側の施設、貨物、遺跡の研究を通じて 海 、湖、川との人間の相互作用を研究。専門の1つには水中考古学があるが、水中考古学では水没した遺跡を通して歴史を研究。海洋考古学のもう1つの専門分野には、船舶の建造と使用を研究する航海考古学がある。
トレジャーハンターは考古学に精通して法律の範囲内で従事する海洋考古学を駆使し、難破船で発見した遺物 （大砲、ボトル、コイン、種、地金- 宝物など）を売買する資本家。一方で考古学に熟練しておらず、許可なしに歴史上の遺物を回収するようなトレジャーハンターは略奪者 。
- ロバート・バラード （1942年生まれ）、水中考古学者、 ロードアイランド大学教授
- ジョージ・F.バス （1932年生まれ）は、水中考古学者のパイオニアであり、著者である1973年に航海考古学研究所を設立
- メル・フィッシャー
- ロバート・F・マークス （1933年生まれ）、水中考古学者のパイオニア、多作の作者
- ジョン・マッテラ （1962年生まれ）、ジョセフバニスターの海賊船、ゴールデンフリースの作者および発見者
- ジョン・チャタートン （1954年生まれ）ジョセフ・バニスター・ゴールデンフリースの海賊船の共同発見者
- マーク・M.ニューウェル　ジョージア考古学研究所の創設者
- ウィリアムR.ロイヤル （1905年3月16日-1997年5月8日）、 フロリダの暖かいミネラル・スプリングとリトル・ソルト・スプリングの探検家
- E.リー・スペンス （1947年生まれ）、水中考古学の先駆者であり、トレジャーハンター、難破船に関する本、地図、記事の多作の著者、編集者。1972年Sea Research Societyを創設
- ロバート・ステヌイット （1933年生まれ）水中考古学者であり、世界初のアクアノートである
- ピーター・スロックモートン （1990年死去）、水中考古学者のパイオニア、 シーリサーチソサエティディレクター

## 生物学者

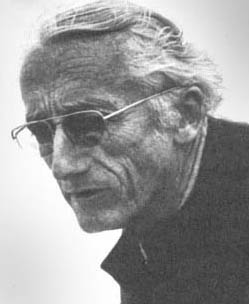
アクアラング共同発明者であるジャックイヴクストーは、海洋生物学の普及で知られる。

海洋生物学 、または生物海洋学は、 海洋の植物、動物、微生物（生物相）とそれらの生態学的相互作用を研究
- アリ・アブデルガニー （1944年生まれ）、 エジプトの海洋生物学者
- Jakob Johan AdolfAppellöf （1857–1921）、 スウェーデンの海洋動物学者
- サミュエル・スティルマン・ベリー （1887–1984）、米国の海洋動物学者
- ヘンリー・ブライアント・ビグロー （1879〜1967）、米国の海洋生物学者
- レイチェル・カーソン （1907–1964）、アメリカの海洋生物学者および著者
- カール・チュン （1852〜1914年）、 ドイツの海洋生物学者
- ジャック＝イヴ・クストー （1910–1997）、 フランスの海洋生物学者、探検家
- チャールズ・ダーウィン （1809–1882）は、 HMS乗っているときに、サンゴ礁の構造と分布 （1842）を執筆
- アントン・ドーン （1840–1909）、ドイツの海洋生物学者
- シルヴィア・アール （1935年生まれ）、アメリカの海洋学者
- ハンス・ハス （1919年生まれ）、オーストリアの海洋生物学者、ダイビングのパイオニア
- Gotthilf Hempel （1929年生まれ）、ドイツの海洋生物学者
- Johan Hjort （1869–1948）、ノルウェーの海洋動物学者、 ICESの創設者の一人
- Bruno Hofer （1861–1916）、ドイツの水産学者
- 昭和天皇 （1901〜1989）、 クラゲの分類学者
- Uwe Kils （1951年生まれ）、ドイツの海洋生物学者
- August David Krohn（1803–1891）、ロシア/ドイツの動物学者
- ウィリアム・エルフォード・リーチ （1790〜1836）、 イギリスの動物学者および海洋生物学者
- ニコラス・ミクルーホ＝マクライ（1846–1888）、 ロシアの海洋生物学者および人類学者
- ジョン・マレー卿 （1841〜1914）、 スコットランド – カナダの海洋生物学者
- Wheeler J. North （1922–2002）、アメリカの海洋生物学者、ダイビングのパイオニア
- エド・リケッツ（1897–1948）は、アメリカの海洋生物学者である潮間帯生態学の先駆的な研究で有名
- Harald Rosenthal （1937年生まれ）、養魚と生態学での仕事で知られるドイツの水文学者
- マイケル・サース （1809–1869）、 ノルウェーの神学者、生物学者
- ゲオルク・オシアン・サーシュ （1837–1927）、ノルウェーの海洋生物学者
- Gunnar Thorson （1906–1971）、デンマークの海洋生物学者
- Ruth Turner （1915–2000）、海洋生物学者
- チャールズ・ワイヴィル・トムソン （1832年〜1882年）スコットランドの海洋生物学者

出典：生物学者の一覧

## 海洋地質学者と地球物理学者
- ロバート・バラード （1942年生まれ）
- キャスリンD.サリバン （1951年生まれ）、海洋地質学者、 宇宙飛行士 、正式：NOAAの主任科学者、環境観測と予測のための商務次官補、国家海洋大気管理局の局長代理。 2013年6月4日から商務長官の下で海洋および大気の代理を務め、NOAA管理者の代理を務めている

## 海洋学者
海洋学は　オーシャンを意味するギリシャ語の言葉Ωκεανός（γράφω）からoceanology（海洋科学）と呼ばれ、地球の大洋と海を地球科学の視点で研究するが 海流 、 波 、および地球物理流体力学; プレートテクトニクスと海底の地質、海洋内およびその境界を越えたさまざまな化学物質と物理的特性のフラックス 、海洋生物や生態系ダイナミクスなど、幅広いトピックをカバーしている。こうした多様なトピックは 生物学 、 化学 、 地質学 、 気象学 、 物理学など、海洋学者が世界の海洋のさらなる知識とその中のプロセスの理解のために融合する複数の分野を反映している。
- ミシェル・マリー・フィウ
- ジョン・ナウス
- ロジャー・レベル
- シルビア・アール

## 水中デザイナーとパイロット
- ウィリアム・ビーブ （1877年7月29日-1962年6月4日）
- グラハム・ホークス
- エドウィン・アルバート・リンク （1904年7月26日-1981年9月7日）
- フィル・ニュイテン
- ジョン・マテラ
- オーギュストピカール
- ジャックピカール
- アリン・ヴァイン
- ドン・ウォルシュ

## 洞窟ダイバー（洞窟探検と洞穴学speleologists ）
洞窟ダイビングは最も挑戦的で潜在的に危険な種類のダイビングの1つであり、多くのダイビングが身の危険をもたらす潜水の一種。つまり緊急時には洞窟に天井があるためダイバーが水面に直接登ることができず、代わりに水平に泳ぐ必要がある。洞窟システムを介した水中ナビゲーションは困難な場合もあり、出口ルートも距離がある可能性があり、ダイバーは探索時には十分な呼吸ガスを必要とし、潜在的な深い潜水リスクをもたらすのである。
- グラハム・バルコム （1907年3月8日-2000年3月19日）洞窟ダイビンググループの創設者
- ジョージ・ベンジャミン 、 洞窟ダイビングのパイオニア[3]
- ジェフ・ボザニック
- シェック・エクスリー （1949年4月1日〜1994年4月6日）、洞窟ダイビングのパイオニア
- ヌーノ・ゴメス （1951年生まれ）、南アフリカのダイバー、 ディープダイビングとディープケイブダイビングの世界記録保持者
- Jochen Hasenmayer （1941年生まれ）、ドイツの洞窟ダイバー
- ジャロッド・ジャブロンスキー （1969年生まれ）、先駆的なテクニカルダイバーおよびレコードセッティングケイブダイバー
- John Mattera （1962年生まれ）、ドミニカ共和国の多くの未知の洞窟システムをマッピングするテクニカル・ケイバーダイバー
- Artur Kozłowski （1977年10月17日-2011年9月5日）、アイルランドでのダイビングで亡くなったポーランドの洞窟ダイバー
- ジョン・リンドバーグ （1932年生まれ）、 チャールズ・リンドバーグの存命する最年長の息子
- Agnes Milowka （1981年12月23日-2011年2月27日）、オーストラリアのテクニカルダイバー、水中写真家、作家
- デイビッド・ショー （1954〜2005年）南アフリカのブッシュマンズホールから別のダイバーの遺体を取り戻そうとして死亡したオーストラリアの洞窟ダイバー
- ジャック・シェパード （1909年3月31日〜2001年7月14日）、 英国での洞窟ダイビングのパイオニアであり、 洞窟ダイビンググループの創設者
- ドン・シャーリー（1957年生まれ）、英国の洞窟ダイバー
- ウェス・スカイルズ（1958年3月6日-2010年7月21日）、ドキュメンタリー映画製作者
- ビル・ストーン （1952年生まれ）、アメリカの洞窟探検家、探検家。深い洞窟を探索することで知られ、時には自律型水中ビークルを使用することも

## 第一世代ダイビング安全担当者
ダイビング安全責任者 （DSO）は、機関の責任ある管理責任者または被指名人によって任命された個人（通常は大学職員）。 彼または彼女は科学的なダイバーとして訓練を受けたアメリカ水中科学アカデミーの正会員であり、国際的に認められた認証機関からのアクティブな水中インストラクターでなければならない。またトレーニングおよび認証の実施、ダイビング計画の承認、ダイビング記録の維持、およびすべての関連規制の遵守の確保を含む、施設の科学ダイビングプログラムの実施に責任がある。 
この組織の結成には1950年代初頭にスクリップス海洋研究所で開発されたモデルにさかのぼるが、ここからカリフォルニア大学の他のキャンパスに広がり、次に他のカリフォルニア機関に、そして全国的に広がった。 これは、米国水中科学アカデミーとOSHAによって承認されたモデルとして機能した。 
第一世代のダイビングオフィサーの一部であった個人は、多くの海底探査プログラムに参加する機会があり、それらのプログラムだけでなく、ダイビングや潜水艦の世界にも単独で貢献していった。 
- ロイド・オースティン- カリフォルニア大学バークレー校